# Ivan Palúch
Ivan Palúch (20. června 1940 Zvolen – 3. července 2015 Martin) byl slovenský herec.
Byl členem Krajského divadla ve Spišské Nové Vsi (1960–1963) a činohry DJZ v Prešově (1963–1966). V letech 1968–1986 byl ve svobodném povolání. Od roku 1986 byl členem DJGT ve Zvoleně. V penzi žil v Banské Bystrici. Proslavil se především díky televiznímu seriálu Adam Šangala. Měl tři syny: Ivana, Martina a Petra a dceru Markétu.

## Filmografie

### Film
- 1962 Tam za lesem – role: Dohnal
- 1965 Markéta Lazarová – role: Adam Jednoručka
- 1968 Michael Kohlhaas (Michael Kohlhaas – der Rebell), režie: Volker Schlöndorff, SRN (Stern)
- 1968 Není jiné cesty (Zach)
- 1968 Čoskoro bude koniec sveta [Biče skoro propast sveta], r. Aleksandar Petrović, Francie–Jugoslávie (pastýř Triša)
- 1969 Ucho (důstojník StB)
- 1969 Zabitá neděle (Arnošt)
- 1970 Luk královny Dorotky – role: Jakub / švihák
- 1971 Princ Bajaja – hlavní role: princ Bajaja
- 1972 Javor a Juliana – role: Janíčko
- 1972 Adam Šangala - role: Adam Šangala
- 1972 Morgiana – role: Karel
- 1972 Vlak do stanice Nebe (Mašek)
- 1973 Očovské pastorále (Jožko)
- 1975 Pacho, hybský zbojník – role: Vojto
- 1976 Krátký život (příslušník VB)
- 1976 Vojáci svobody (Pola)
- 1977 Dveře dokořán (Tibor)
- 1977 Rača, láska moja (dedinčan)
- 1979 Smrt šitá na míru
- 1980 Ja milujem, ty miluješ (Rudo)
- 1980 Signum laudis (Pirkenbaum)
- 1981 Nevera po slovensky (lékař)
- 1981 Noční jezdci (originál slovensky Noční jazdci) - role: pašerák Paľo Šebo
- 1982 Na konci dálnice (Igor)
- 1984 O sláve a tráve (muž u kolotoče)
- 1985 Jiná láska (Gryga)
- 1985 Perinbaba (sluha)
- 1988 Vlakári (Julo)
- 1989 Cesta na jihozápad (Jeff)
- 1997 Nejasná zpráva o konci světa
- 2000 Krajinka (príslušník VB)
- 2006 Ábelov čierny pes

### Televize
- 1971 Noc labutí (TV film) - role: René, synovec barona Norberta
- 1973 Duhový luk (seriál) – role: dřevorubec Petruška
- 1977 Nehoda (TV film) - role: Zbyněk